# Жадрасор
Жадрасор (каз. Жадырасор) — озеро в Узункольском районе Костанайской области Казахстана. Находится в 15 км к югу от села Ит-Сары.
По данным топографической съёмки 1944 года, площадь поверхности озера составляет 3,1 км². Наибольшая длина озера — 2,8 км, наибольшая ширина — 1,5 км. Длина береговой линии составляет 7,1 км, развитие береговой линии — 1,13. Озеро расположено на высоте 9,39 м над уровнем моря.